# Oskar Lüdecke
Oskar Lüdecke war ein deutscher Fußballspieler, der von 1913 bis 1925 als Abwehrspieler ausschließlich für den Altonaer FC von 1893 gespielt hatte.

## Karriere

### Vereine
Seine Premierensaison bestritt er in der vom Norddeutschen Fußball-Verband und auf Antrag von Holstein Kiel vorgeschlagenen Verbandsliga Norddeutschland mit den zehn stärksten Vereinen im Ligasystem ausgetragenen Meisterschaft. Diese gewann er mit seinem Verein mit einem Punkt vor Holstein Kiel und kam diesbezüglich am 3. Mai 1914 zu seinem ersten Endrundenspiel um die Deutsche Meisterschaft. Das in Essen ausgetragene Viertelfinale wurde mit 1:4 n. V. gegen den Duisburger SpV verloren. Seine letzte Saison bestritt er im Elbekreis in der Bezirksliga Groß-Hamburg. Mit dem regionalen Titelgewinn nahm seine Mannschaft an der sich anschließenden Endrunde um die Norddeutsche Meisterschaft teil, die punktgleich mit dem Hamburger SV abgeschlossen wurde; das notwendig gewordene Entscheidungsspiel Platz 1 gewann der Hamburger SV am 15. Juni 1925 mit 2:1. Da der Auftakt der Endrunde um die Deutsche Meisterschaft bereits am 3. Mai 1925 mit dem Achtelfinale erfolgt war, nahm er mit seiner Mannschaft ebenfalls daran teil und bestritt das mit 4:2 gewonnene Spiel beim Stettiner FC Titania, wie auch das am 17. Mai im Hamburger Stadion Hoheluft mit 0:2 verlorene Viertelfinale gegen den Duisburger SpV.

### Auswahlmannschaft
Lüdecke war als Spieler der Auswahlmannschaft des Norddeutschen Fußball-Verbandes im Wettbewerb um den Kronprinzenpokal 1913/14 einmal zum Einsatz gekommen. Da diese das am 22. Februar 1914 im Deutschen Stadion in Berlin vor 15000 Zuschauern ausgetragene Finale mit 2:1 gegen die Auswahlmannschaft des Verbandes Mitteldeutscher Ballspiel-Vereine gewonnen hatte, konnte er den Titel auch für sich in Anspruch nehmen.

## Erfolge
- Kronprinzenpokal-Sieger 1914
- Norddeutscher Meister 1914
- Meister von Hamburg und Altona 1914, 1917, 1925